# Dirce (bướm đêm)
Dirce là một chi bướm đêm thuộc họ Geometridae.

## Hình ảnh

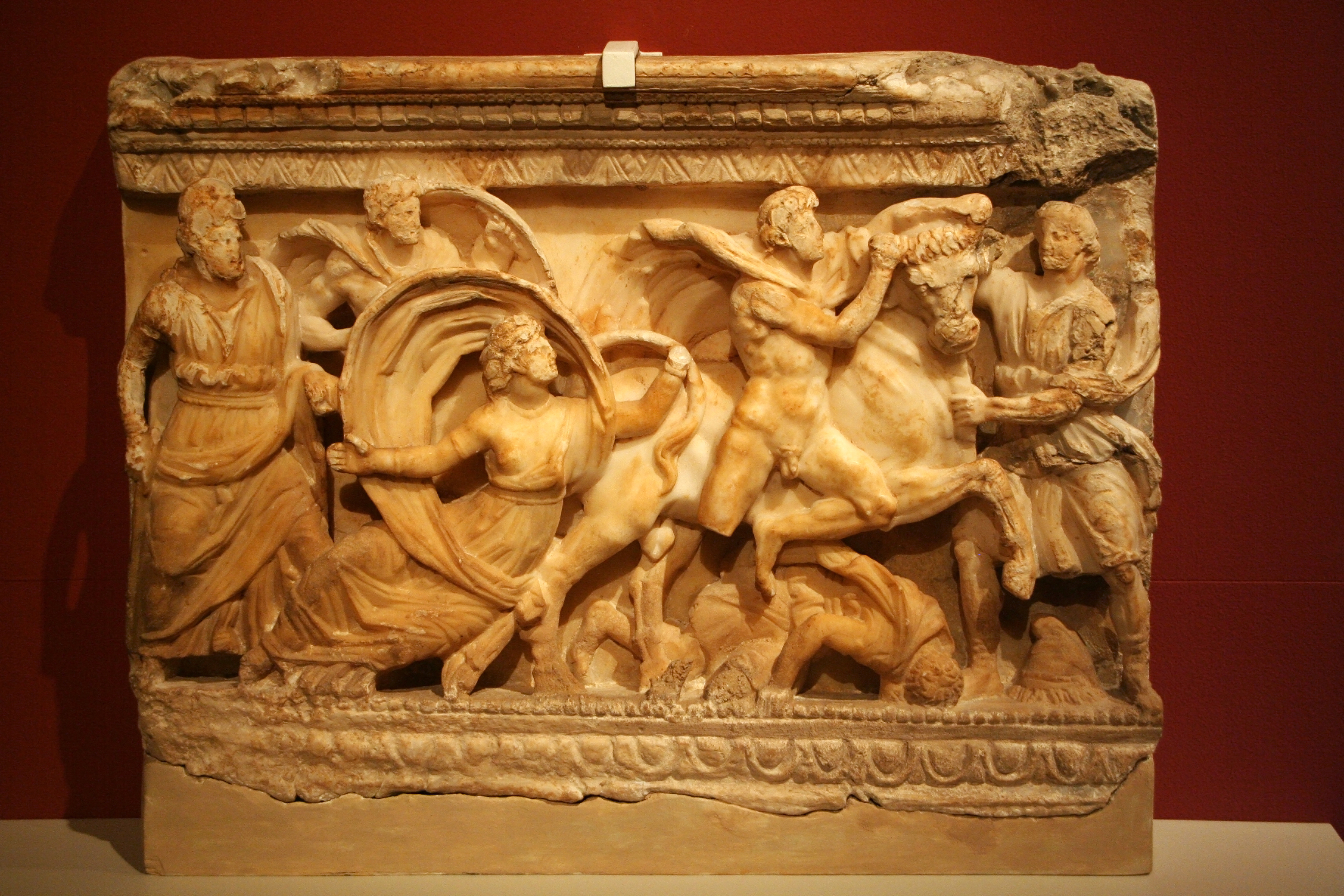
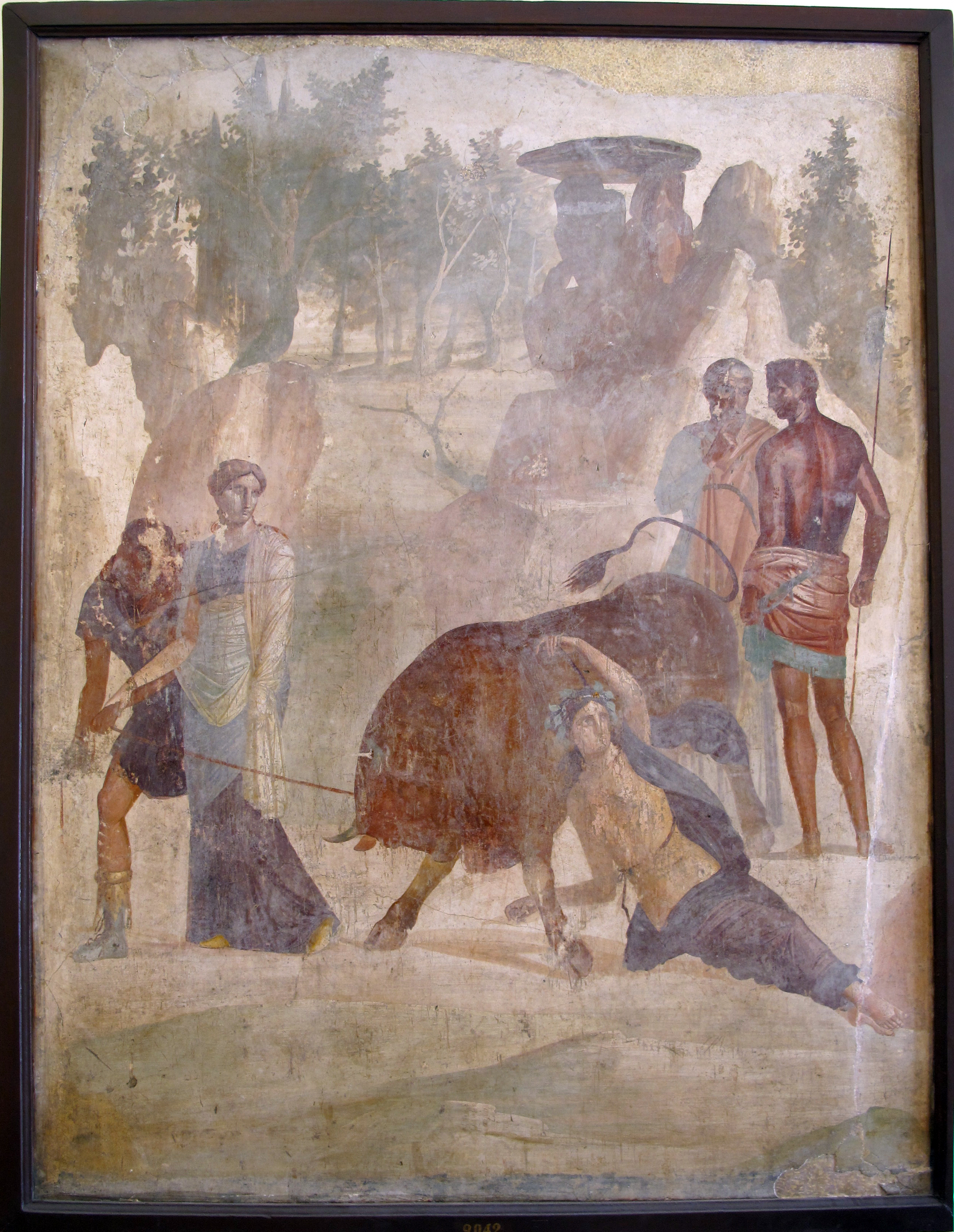
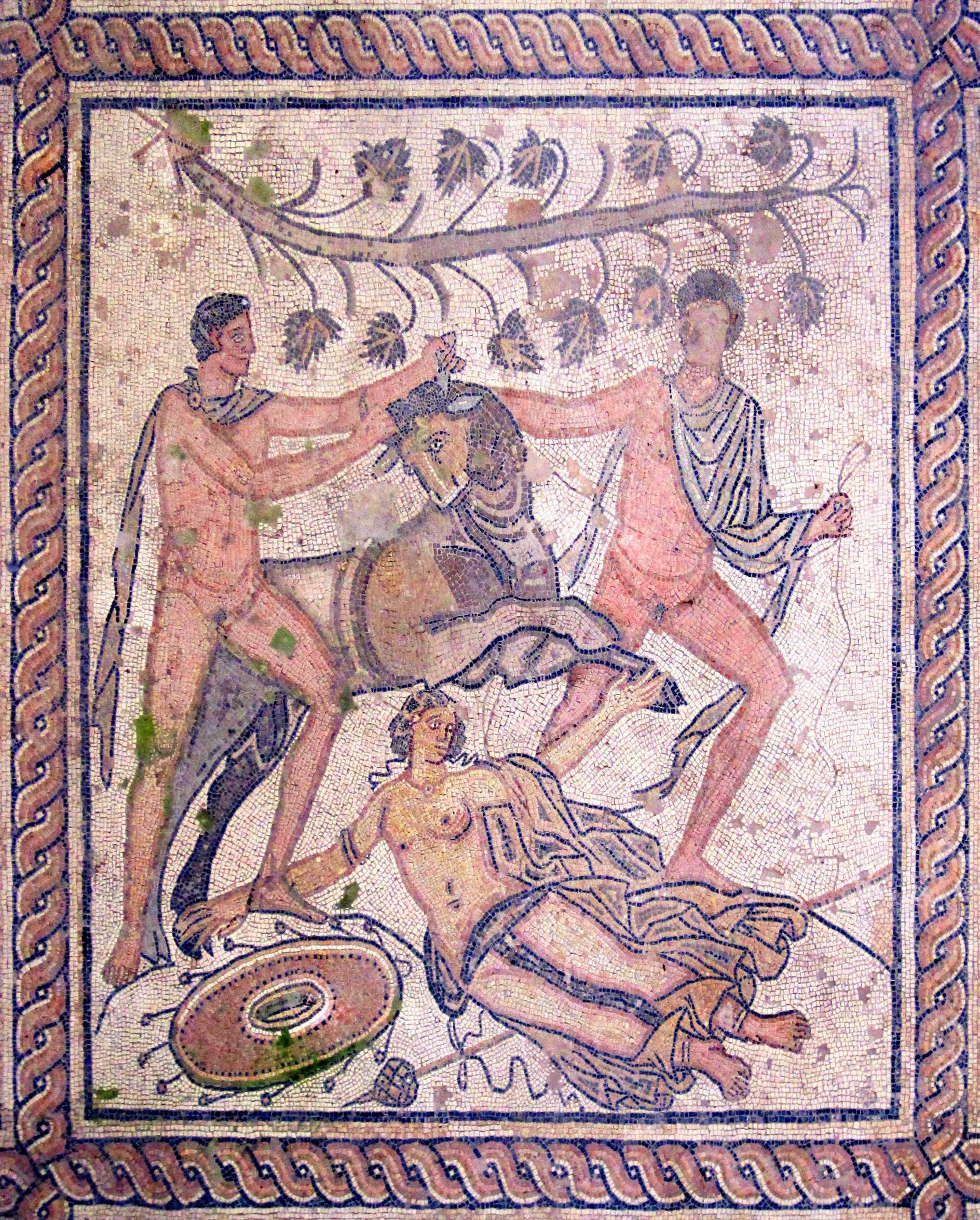
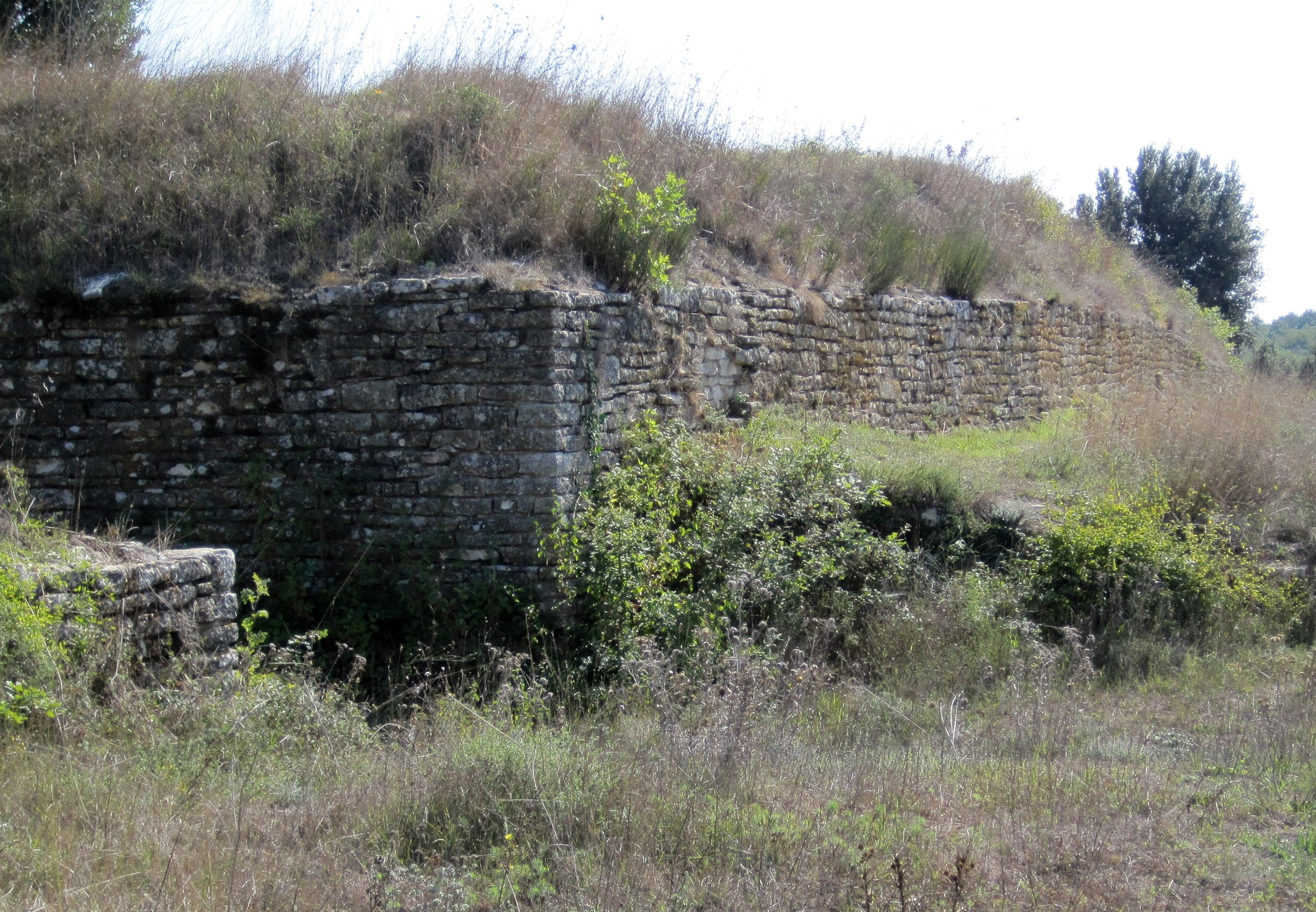

## Các loài
- Dirce aesiodora Turner, 1922
- Dirce lunaris (Meyrick, 1890)
- Dirce oriplancta Turner, 1926
- Dirce solaris (Meyrick, 1890)